# 비봉 나이트메어 다이어리 ~ Violet Detector
《비봉 나이트메어 다이어리 ~ Violet Detector》(일본어: 秘封ナイトメアダイアリー 〜 Violet Detector.)는 동방 프로젝트의 다섯번째 외전 작품이다. 2018년 7월 19일에 제작자 ZUN의 블로그에서 발매 예정 및 일부 정보가 발표되었으며, 2018년 8월 10일 C94에서 배포되었다.
동방문화첩과 같은 감각의 시스템이 예고되어 있다.

## 게임 시스템

### 초능력
Lv.1 불릿 캔슬
Lv.2 텔레포테이션
Lv.3 텔레포토그래피
Lv.4 파이로키네시스
Lv.5 데스 캔슬

## 줄거리
비봉클럽 초대 회장 우사미 스미레코. 그녀는 꿈을 꾸고 있을 때만 환상향을 방문할 수 있다.
그러나 어느 일요일, 이상한 꿈을 꾸게 된다.
하쿠레이 레이무가 이유도 없이 공격을 해온 것이다.
게다가 시간이 아무리 지나도 꿈에서 깨지 않고 끊임없이 레이무에게 공격당하는 것이다.
막막해진 그녀는 기록으로 남기며 즐기기로 했다.
탄막을 사진으로 담아내자 꿈에서 깨어났지만...
그 뒤로 왠지 현실의 기억도 모호해지고, 악몽에 시달리는 나날이 계속되었다.
거참, 그녀의 운명은 어떻게 될는지...

## 등장인물
우사미 스미레코
도레미 스위트
하쿠레이 레이무
키리사메 마리사
마타라 오키나
세이란
링고
이터니티 라바
야타데라 나루미
사카타 네무노
코마노 아운
클라운피스
키신 사구메
테이레이다 마이
니시다 사토노
헤카티아 라피스라줄리
순호
레밀리아 스칼렛
플랑드르 스칼렛
히지리 뱌쿠렌
토요사토미미노 미코
사이교우지 유유코
시키에이키 야마자나두
야사카 카나코
모리야 스와코
야고코로 에이린
호라이산 카쿠야
히나나위 텐시
스코나 신묘마루
코메이지 사토리
레이우지 우츠호
코메이지 코이시
야쿠모 란
후타츠이와 마미조
호주 누에
호리카와 라이코
나가에 이쿠
이부키 스이카
후지와라노 모코우
야쿠모 유카리

## 곡 목록
1. 악몽일기 - 신곡
2. 루시드 드리머 - 신곡
3. 루나틱 드리머 - 신곡
4. 나이트메어 다이어리 - 신곡
5. 바 올드 아담 - 구약주점에서
6. 연석박물지가 가져온 어둠 - 구약주점에서
7. 영원의 춘몽 - 동방감주전에서
8. 비닉된 포 시즌스 - 동방천공장에서

## 같이 보기
- 동방문화첩 ~ Shoot the Bullet - 《문화첩(게임)》의 제1탄.
- 더블 스포일러 ~ 동방문화첩 - 《문화첩(게임)》의 제2탄.